# 男のスタジオ
『男のスタジオ』（おとこのすたじお）は、1974年10月5日から1975年3月まで東京12チャンネル（現・テレビ東京）で放送されたバラエティ番組。
放送時間は毎週土曜日23:40 - 翌0:35。

## 概要
東京12チャンネル初の土曜深夜の情報番組として放送開始。
半年で終了して「独占!男の時間」に引き継がれた。

## 出演者
- 司会
  - 野坂昭如[1][5][6]
  - あかはゆき[1][7]
- ピンナップガール
  - 風海ゆう[8]